# Legge Blanquer
La legge n. 2019-791 del 26 luglio 2019 per una scuola basata sulla fiducia, nota anche come legge Blanquer, è una norma francese introdotta dal Ministro dell'educazione nazionale Jean-Michel Blanquer, a nome del Governo Philippe II.
La legge abbassò l'obbligo scolastico a tre anni di età ed estese fino a 18 l'obbligo di formazione dopo la fine della scuola dell'obbligo (che restò fissato a 16 anni). Inoltre, limitò drasticamente le ore di cultura generale nei licei professionali; dispose la stabilizzazione (almeno) triennale degli accompagnatori di alunni con disabilità; impose in ogni aula scolastica l'esposizione dei simboli repubblicani (bandiera e motto francese, bandiera europea e testo della Marsigliese).

## Elaborazione della legge
Il disegno di legge fu presentato al Consiglio dei ministri il 5 dicembre 2018 e depositato lo stesso giorno presso l'Assemblea nazionale. Fu esaminato in Parlamento con procedura accelerata e adottato in prima lettura il 19 febbraio 2019.

## Riforme

### Obbligo scolastico dai tre anni di età
La legge abbassò l'età dell'obbligo scolastico da sei a tre anni. Tale misura ebbe effetto limitato nella Francia continentale, dove il 98% dei bambini di questa fascia d'età era già scolarizzato, ma era una questione importante per i territori d'oltremare come la Guyana francese e Mayotte.

### Simboli repubblicani
La legge rende obbligatoria l'esposizione della bandiera francese e di quella europea nelle singole aule scolastiche. Devono essere esposti anche il motto Liberté, Égalité, Fraternité e le parole della Marsigliese.

### Obbligo di formazione fino a 18 anni
L'obbligo di formazione fino a 18 anni fu una delle misure della strategia nazionale di prevenzione e lotta alla povertà, presentata dal Presidente della Repubblica Emmanuel Macron nel settembre 2018.
Per contribuire all'attuazione di questa misura, il Primo ministro Édouard Philippe delegò la deputata Sylvie Charrière e Patrick Roger, presidente della mission Locale e della Maison de l'Emploi. I due delegati presentarono il loro rapporto il 18 gennaio 2020.
L'istruzione obbligatoria per i giovani fino a 16 anni (fine della scuola dell'obbligo) fu integrata dalla formazione obbligatoria fino a 18 anni. L'obiettivo è garantire che nessun giovane si trovi in una situazione di assenza di istruzione, formazione o occupazione (NEET) e, in tal modo, combattere i rischi di esclusione sociale. L'obbligo mira quindi ad aiutare i giovani minorenni a proseguire gli studi, a riprendere la formazione o a trovare un lavoro e un posto nella società.
Le scuole secondarie (pubbliche, private o agricole) e i centri di formazione per apprendisti possono trasmettere i dati di contatto dei loro ex studenti o apprendisti che non sono più iscritti a un corso di formazione.
È responsabilità di qualsiasi organizzazione che abbia individuato un giovane idoneo alla formazione obbligatoria o che abbia accolto un giovane che si è fatto avanti di propria iniziativa di:
- indirizzarlo alla propria missione locale o al CIO;
- informare queste strutture di tale identificazione;
- ri-mobilitare il giovane e non perderlo di vista.

Al 2024, ogni anno quasi 80.000 giovani abbandonano la scuola senza alcuna qualifica e 60.000 minori non sono inseriti in un percorso di istruzione, formazione o lavoro. Hanno grandi difficoltà a entrare nel mercato del lavoro e sono le prime vittime della povertà. L'obbligo di formazione fino ai 18 anni interessa circa 60.000 minori che:
- hanno abbandonato il sistema scolastico;
- indipendentemente dal fatto che abbiano o meno un diploma e che non stiano lavorando, studiando o frequentando dei corsi di formazione[8].

Vengono attivati la piattaforma online Nouvelles Chances e un numero di telefono verde che mette in contatto i giovani e le loro famiglie con i professionisti della missione locale o del CIO (Centro di informazione e orientamento) della rispettiva regione di appartenenza.
Le missioni locali, i CIO (centri di informazione e orientamento) e le reti di partner individuano i giovani tra i 16 e i 18 anni che non lavorano, non studiano e non seguono una formazione. In questa fase, i le piattaforme per il monitoraggio e il sostegno degli abbandoni scolastici (plateforme de suivi et d'appui aux décrocheurs, PSAD) contattano i giovani interessati per offrire loro un colloquio personalizzato. A seconda della loro situazione e delle loro esigenze, i giovani vengono indirizzati verso la formazione o l'occupazione dalla rete Foquale (formazione-qualificazione-occupazione). Vengono quindi offerte loro soluzioni e sostegno per il lavoro del futuro.
Le soluzioni offerte dalle reti Foquale, per conto del sistema educativo francese, comprendono:
- il ritorno alla formazione in una scuola generale, tecnologica o professionale;
- azioni di recupero realizzate nell'ambito del MLDS per preparare gradualmente il rientro in classe;
- percorsi personalizzati di rientro nella formazione iniziale;
- formazione abbinata a una missione di servizio civico o a un tirocinio in azienda;
- iniziative di formazione in collaborazione con i partner del PSAD;
- accoglienza dei giovani in strutture di come i microlycée.

### Il diritto a una scuola senza molestie
La legge sottolineò la gravità del bullismo a scuola, che può avere un impatto sulla salute psicologica, sull'integrazione sociale e sui risultati scolastici. Essa rafforzò la necessità di un'azione di sensibilizzazione e di vigilanza da parte della comunità scolastica.

### Diritti dei diversamente abili
Gli assistenti per alunni con disabilità (accompagnants des élèves en situation de handicap, AESH) sono assunti con contratti a tempo determinato per un minimo di 3 anni, con 60 ore di formazione iniziale. Prima di iniziare a lavorare, viene organizzato un colloquio tra l'AESH, gli insegnanti e i genitori. L'organizzazione e la gestione delle risorse sono ora di competenza del centro di accompagnamento inclusivo locale (pôle inclusif d’accompagnement localisé).

### Riforma dei programmi del liceo professionale
Il numero di ore dedicate alle materie generali (matematica-scienze, letteratura-storia, lingue vive, educazione fisica e sport) è significativamente ridotto.

## Reazioni
Nell'aprile 2019, i sindacati degli insegnanti e le associazioni dei genitori organizzarono due giorni di sciopero contro il disegno di legge.
Secondo la storica e saggista Laurence De Cock:
(Laurence De Cock, Concurrence de la maternelle à l’université, in Le Monde diplomatique, giugno 2019)